# Trollhätte kanal

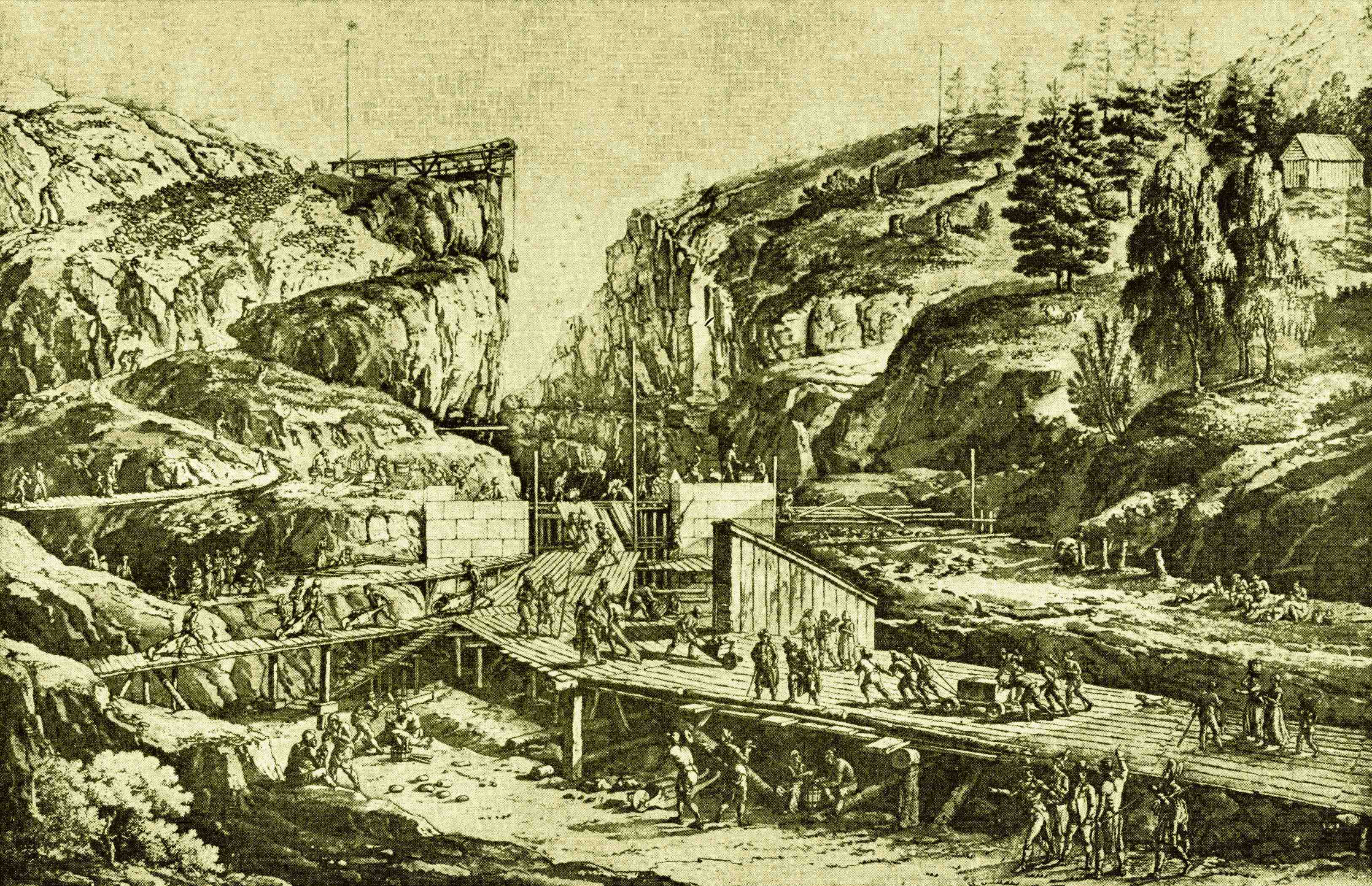
1800 års slussled under byggnad år 1798. Etsning gjord av Louis Belanger, utgiven år 1800

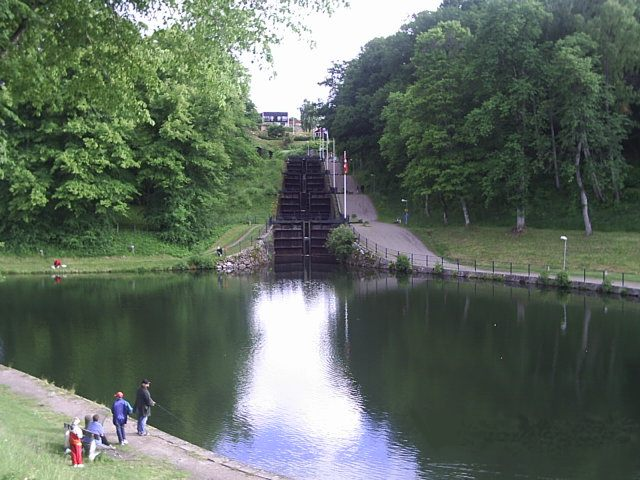
1844 års slussled med "Gamle dal'n" i förgrunden

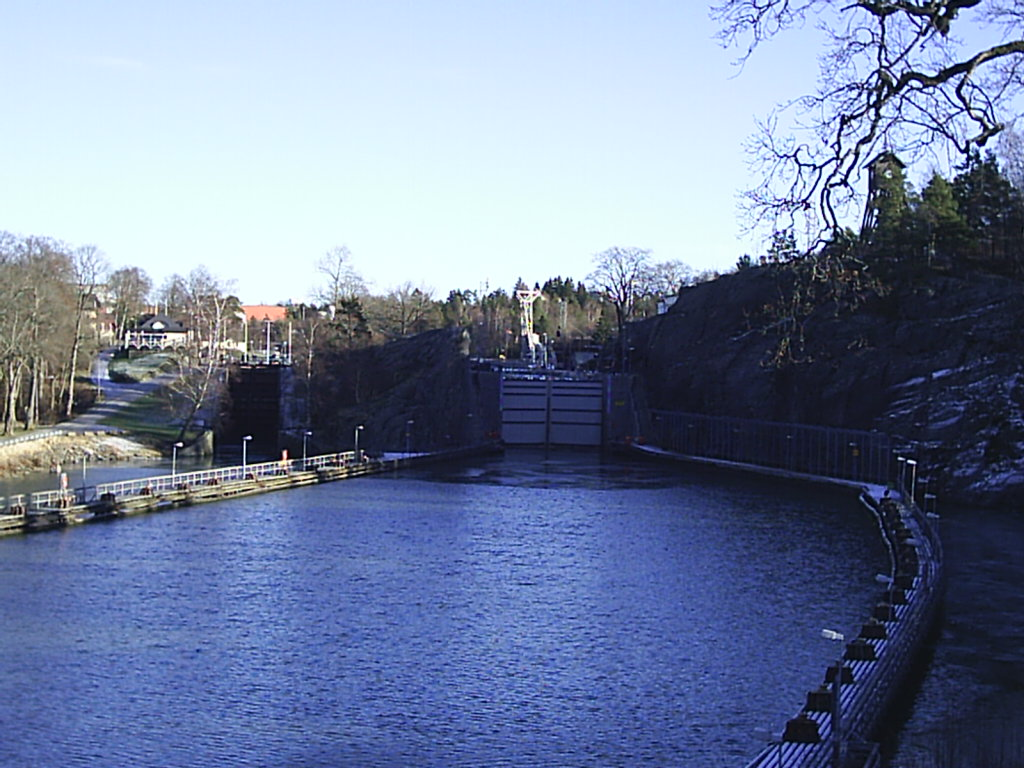
1844 och 1916 års slussleder

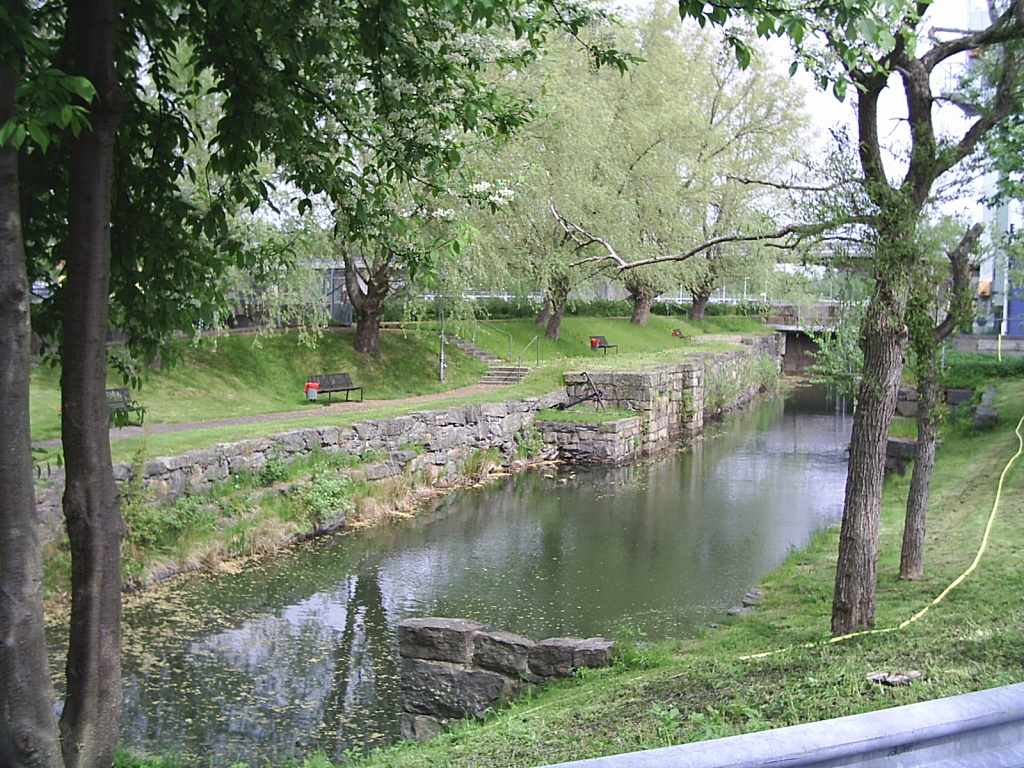
En av Sveriges första slussar i Lilla Edet

Trollhätte kanal är en farled mellan Vänern och Kattegatt. Farleden är 82 kilometer lång, varav 10 kilometer är grävd och sprängd kanal och resten naturlig farled i Göta älv.
Nivåskillnaden från havet till Vänern, 43,8 meter, övervinns av sex slussar. Den första slussen i Lilla Edet har en lyfthöjd på 6 meter och de följande fyra slussarna i Trollhättan har en lyfthöjd på ungefär 32 meter. En grävd och sprängd kanal leder genom Trollhättan – ibland används "Trollhätte kanal" specifikt om den sprängda delen, Bergkanalen, och ibland också om Bergkanalen och dess anslutning norrut, Stallbacka kanal. Den sista slussen vid Brinkebergskulle i Vänersborgs kommun lyfter ytterligare cirka 6 meter och kanalen Karls grav leder slutligen fram till Vänern via den lilla sjön Vassbotten. Sedan den 18 november 2004 är kanalen och slussområdet ett statligt byggnadsminne.

## Historia
Den norske kungen Harald Hårdråde lär enligt historien redan på sommaren 1064 ha tagit sig upp för Göta älv med en krigsflotta på 60 fartyg. Fallen vid Lilla Edet, Åkerström, Trollhättan och Vargön utgjorde naturliga hinder och man fick dra fartygen på land förbi dessa. Planer fanns redan på 1500-talet att bygga slussar och därmed göra älven segelbar hela vägen mellan Västerhavet och Vänern.  
Den första anspråkslösa början till Trollhätte kanal gjordes av Karl IX, som dels anordnade en slussled vid Lilla Edet, dels påbörjade den så kallade Karls grav – en kanal med ett par enkla slussanordningar som kringgick de översta fallen i Göta älv vid Rånnum. Sitt namn har denna kanal fått av Karl IX, men vattenvägen blev inte färdig för genomgående sjötrafik förrän år 1752.
Vida besvärligare för sjöfarten var emellertid själva Trollhättefallen. Dessa måste man ännu under lång tid gå förbi till lands. Vid mitten av 1700-talet behövdes upp till 900 hästar för transporten av de varor som fördes landvägen förbi fallen. Ett kanalbyggnadsarbete som Christopher Polhem med hjälp av Emanuel Swedenborg påbörjade på Karl XII:s tid avstannade i och med kungens död. Det återupptogs vid 1700-talets mitt av ständerna, men även nu upphörde arbetet plötsligt – denna gång till följd av att de gjorda fördämningarna brast innan arbetet med slussarna var fullbordat. Sedan blev det på grund av penningbrist inte någon fart på arbetet förrän år 1793, då ett antal köpmän i Göteborg, bland dem direktör William Chalmers och brukspatron Peter Bagge, samt ett stort antal bruksägare i Värmland erhöll privilegier på "Trollhätte canal och slussverks bolag". På sommaren 1800 kunde kanalen upplåtas till allmänt begagnande. Den var i det allra närmaste 2 meter djup.
Den vittbereste tyske generalen Theodor von Hallberg-Broich kallade Trollhätte kanal för "den svenska nationens triumf, ett monument över detta folks kraft och arbetsskicklighet".
Den nya farleden visade sig dock så småningom vara för liten för den växande sjöfartens krav. När 40 år gått befanns det nödvändigt att bygga om den till nära 3 meters djup. Det arbetet leddes av den sedermera berömde järnvägsbyggaren Nils Ericson, som kort förut hade byggt Säffle kanal. Han hade själv gjort upp ett kostnadsförslag med arbetsbeskrivning, och ombyggnaden av kanalen kunde fullbordas nästan ett helt år tidigare än som beräknats. Besiktningsmännen vitsordade ändå att arbetet var utfört med "den yttersta omsorg och noggrannhet". Kostnaden understeg dessutom den beräknade.
I och med färdigställandet av Göta kanal år 1832 möjliggjordes sjöfart hela vägen genom landet mellan Sveriges öst- och västkust via dessa kombinerade vattenleder. 
År 1904 köpte staten Trollhätte kanalbolags egendom och ställde den under förvaltning av Trollhätte kanal- och vattenverk. Efter en mycket grundlig utredning igångsattes en ombyggnad av kanalen år 1909. År 1916 kunde farleden öppnas för trafik med fartyg av intill 4 meters djupgående, men slussarna anpassades – med tanke på framtida fördjupning av kanalen – för 5-meters fartyg och fick en längd av 90 meter. Kostnaden för denna ombyggnad uppgick till omkring 24 miljoner kronor. Farleden kunde nu passeras av havsgående fartyg med upp till 1 350 lasttons dräktighet.
|  |
|  |

|  |
|  |

|  |
|  |

|  |
|  |

## Slussar
En av Sveriges första slussar, och Trollhätte kanals första sluss, Lilla Edets sluss, stod klar redan 1607. Efter 1800 års slussled har ytterligare två slussleder förbi Trollhättan kommit till, 1844 och den senaste 1916. Dessa tre slussystem ligger parallellt i Trollhättan men det är bara 1916 års slussled som numer är farbar. Flera ombyggnader och restaureringar av denna slussled har gjorts. Fram till 1916 fanns Åkerströms sluss, några kilometer söder om Trollhättan.
Varje år fraktas cirka 3,5 miljoner ton gods och under sommarmånaderna passerar 3 000 till 4 000 fritidsbåtar genom kanalen.
Maximala dimensioner för fartyg som går genom kanalen:
- Längd: 88 meter
- Bredd: 13,20 meter
- Masthöjd: 27 meter
- Djup: 5,40 meter

Fartyg som är byggda efter dessa mått kallas Vänermax.

## Broar
Se även Göta älv.
- Dalbobron, över Trafikkanalen i Vänersborg är en klaffbro från 1963. Tidigare fanns en svängbro på platsen.
- Residensbron över Hamnkanalen i Vänersborg. Den har haft föregångare i hundratals år.
- Vassbottenleden över Hamnkanalen i Vänersborg.
- Järnvägsbroarna för Älvsborgsbanan över Trafikkanalen, och Hamnkanalen i Vänersborg. Den västra (Järnvägsbron) är en klaffbro från 1917 ritad av Joseph Baermann Strauss.[6] Mellan åren 1867–1917 fanns en svängbro, som ursprungligen byggts för Uddevalla-Vänersborg-Herrljunga Järnväg, på platsen.
- Gropbron en klaffbro över Karls grav i Vänersborg från 1965. Under åren 1912-1965 fanns en svängbro på platsen.
- Stallbackabron för vägarna 44 och E45 är en högbro från 1981.
- Järnvägsbron i Trollhätten, två broar, en är en lyftbro från 2001. Den ersatte en äldre svängbro på samma plats.
- Stridsbergsbron är en klaffbro under uppförande[7]
- Klaffbron över Trafikkanalen mellan östra älvstranden och Spikön, Trollhättan, från 1958. Den föregicks av en äldre klaffbro.
- Olidebron en gångbro från 2016[8]
- Lilla Edetbron för länsväg 167 är en klaffbro som byggdes i slutet av 1970-talet.
- Jordfallsbron är en klaffbro som öppnades 1966.
- Angeredsbron är en 47 meter hög bro som invigdes 1978.
- Marieholmsbron är en svängbro för järnväg som öppnades 1996, med en föregångare från 1909.
- Södra Marieholmsbron, lyftsvängbro för järnväg, 2016
- Hisingsbron, öppningsbar bro som invigdes 2021. Den ersatte den intilliggande Götaälvbron som var en klaffbro som invigdes 1939. Åren 1874 till 1969 fanns en svängbro väster därom också benämnd Hisingsbron.
- Älvsborgsbron är en hängbro med en segelfri höjd på 45 meter som invigdes 1966.

På slutet av 1800-talet fanns bara två broar över fartygsleden, nämligen i Vänersborg och i Göteborg. En bro över Göta älv fanns i Vargön.

## Öar
När Karls grav mellan Göta älv och Vassbotten invigdes 1752 blev Vänersborg och delar av dåvarande Vassända socken en ö mellan älven i öst och den nya kanalen i väst. Även flera andra öar har bildats när kanalerna anlagts.
- Lilla Vassbotten, Vänersborg
- Stallbackaön, Trollhättan
- Spikön, Trollhättan
- Kanalön, Trollhättan
- Åker, Trollhättan
- Gamle dal'n, Trollhättan
- Inlandsön, Lilla Edet[10]

## Övrigt
Arbetet med uppförandet av Trollhätte kanal leddes av Eric Thomas Svedenstierna, bergsvetenskapsman.

### Webbkällor
- Järnväg.net, Banguide, Älvsborgsbanan Borås-Herrljunga-Öxnered-Uddevalla. Läst 8 april 2016.
- Lagskydd, Bebyggelseregistret, Riksantikvarieämbetet. Läst 8 april 2016.
- Lantmäteriet, Historiska Kartor. Se: Generalstabskartan. Läst 8 april 2016.